# わらべ館
わらべ館（わらべかん、英 : Warabekan Toy Museum）は鳥取県鳥取市に所在する童謡・唱歌とおもちゃがテーマのミュージアム。童謡・唱歌をテーマとした鳥取県立童謡館と、おもちゃをテーマとした鳥取市立鳥取世界おもちゃ館からなる複合施設であり、わらべ館は公募によって選ばれた愛称である。運営母体は、鳥取県と鳥取市が半分ずつ出捐する公益財団法人鳥取童謡・おもちゃ館。

## 概要
前身は旧鳥取県立鳥取図書館。1952年の鳥取大火で市街地のほとんどの建物が焼失する中、旧図書館はかろうじて焼失を免れた数少ない建物だったが、老朽化が進み保存が難しい状態になっていた。鳥取市は、唱歌『ふるさと』、『春の小川』、朧月夜の作曲で知られる岡野貞一をはじめ田村虎蔵、永井幸次らの出身地で、'89鳥取・世界おもちゃ博覧会が開催されたこともあり、1995年（平成7年）7月7日、旧図書館の外観を復元し童謡・唱歌及びおもちゃをテーマとする博物館として開設された（山本浩三設計）。

## 施設
- 童謡の部屋（１F）
- おもちゃの部屋（２F、３F）

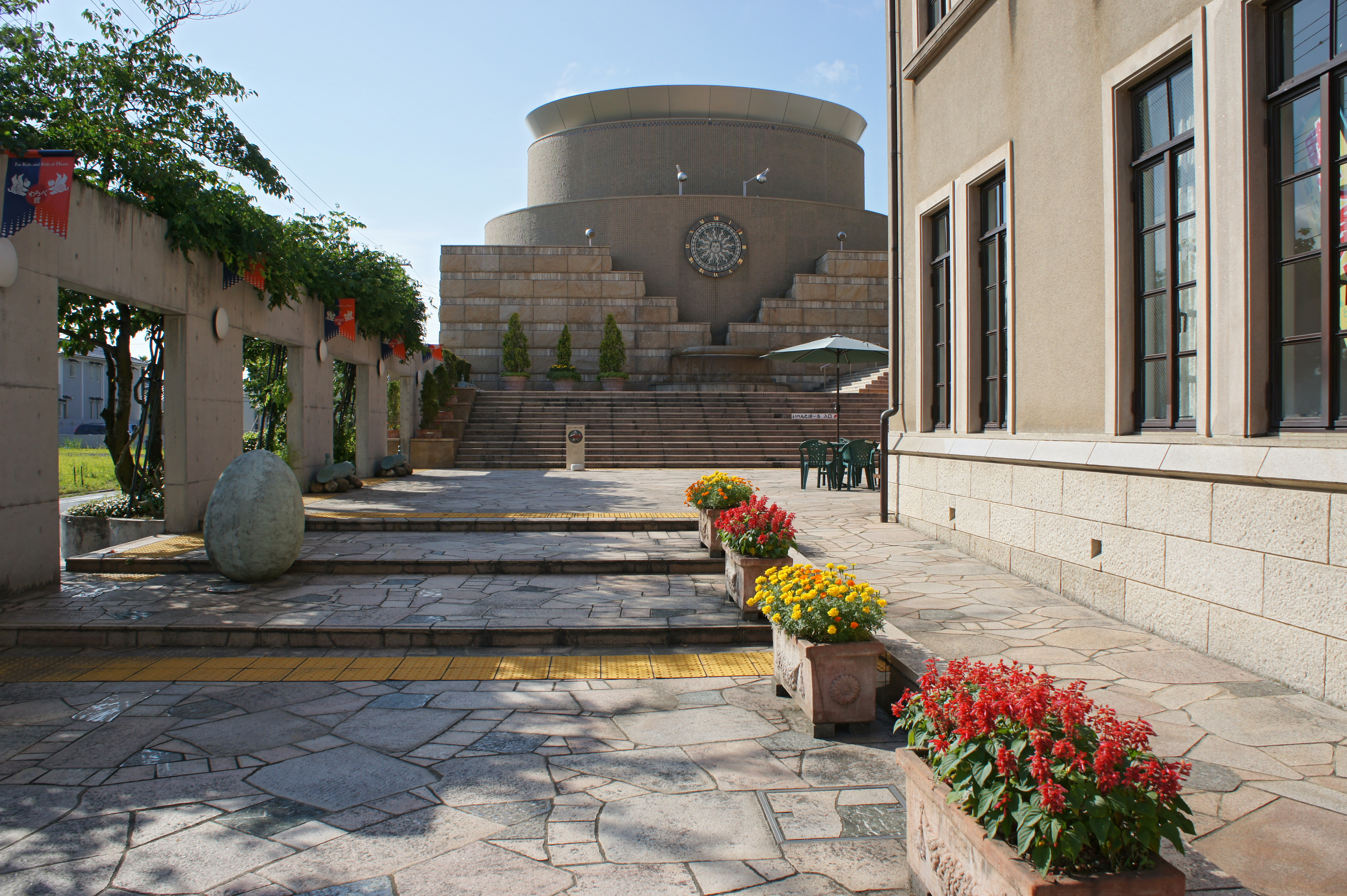
中庭へのアプローチ
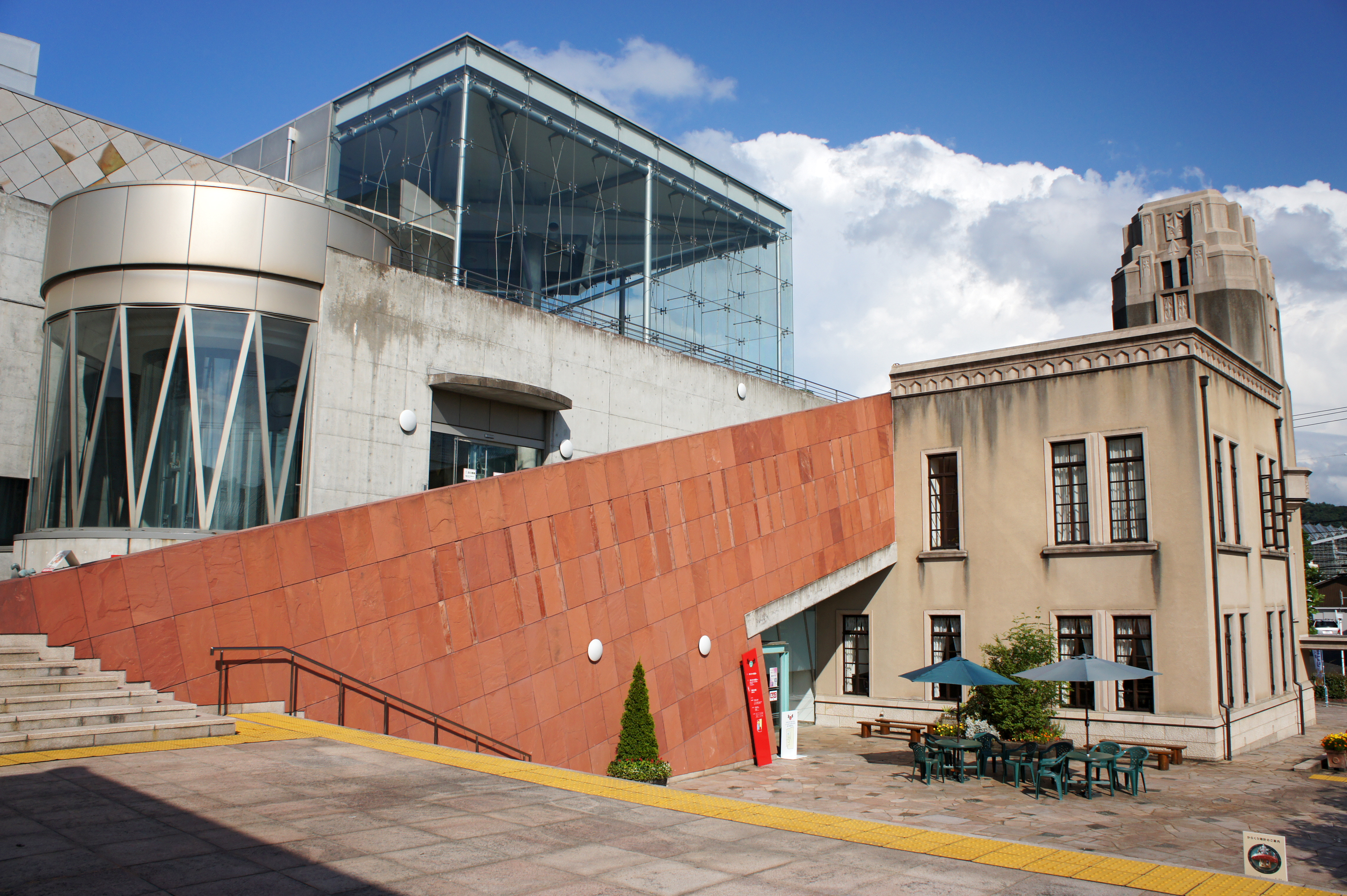
中庭側

## 利用情報
- 開館時間 - 9時から17時（最終入館は16時30分まで）
- 休館日 - 8月を除く第3水曜（祝日の場合は翌日）・12月31日 - 1月3日
- 所在地 - 〒680-0022 鳥取県鳥取市西町3丁目202号

## 交通アクセス
- JR西日本 鳥取駅下車。
  - コミュニティバスくる梨 緑コースで7分 「わらべ館」下車、徒歩すぐ。
  - ループバス（ループ麒麟獅子バス）で5分 「わらべ館」下車、徒歩すぐ。